# Pleopeltis orientalis
Pleopeltis orientalis là một loài dương xỉ trong họ Polypodiaceae. Loài này được Sundue mô tả khoa học đầu tiên năm 2007.
Danh pháp khoa học của loài này chưa được làm sáng tỏ. 